# RuPaul's Drag Race: UK Versus the World
RuPaul's Drag Race: UK Versus the World es un programa de televisión derivado de RuPaul's Drag Race UK cuyo estreno fue el 1 de febrero de 2022. RuPaul actúa como anfitrión y juez principal, con Michelle Visage, Graham Norton y Alan Carr regresando como jueces secundarios.
Los concursantes de la temporada inaugural se anunciaron el 17 de enero de 2022. La ganadora de la temporada fue Blu Hydrangea.

## Producción
El 21 de diciembre de 2021, World of Wonder anunció que RuPaul's Drag Race: UK Versus the World se estrenaría en febrero de 2022, y la BBC agregó que la serie coincidiría con el relanzamiento de BBC Three como canal de televisión. La serie contará con nueve Drag Queens internacionales que han competido en la franquicia Drag Race en todo el mundo. La primera temporada se filmó en marzo de 2021, en Mánchester, en el mismo lugar que la tercera temporada de RuPaul's Drag Race UK.

## UK vs the World Temporada 1

### Concursantes
(Las edades y los nombres dados al momento del concurso.)
| Concursante   | Edad | Origen                      | Temporada original              | Posición original | Puesto    |
| ------------- | ---- | --------------------------- | ------------------------------- | ----------------- | --------- |
| Blu Hydrangea | 25   | Belfast, United Kingdom     | RuPaul's Drag Race UK S1        | 5.º               | Ganadora  |
| Mo Heart      | 34   | Kansas City, Estados Unidos | RuPaul's Drag Race S10          | 8va               | Finalista |
| Mo Heart      | 34   | Kansas City, Estados Unidos | RuPaul's Drag Race All Stars S4 | 3ra/4ta           | Finalista |
| Baga Chipz    | 31   | East London, Inglaterra     | RuPaul's Drag Race UK S1        | 3.ª               | 3.ª/4.ª   |
| Jujubee       | 36   | Boston, Estados Unidos      | RuPaul's Drag Race S2           | 3ra               | 3.ª/4.ª   |
| Jujubee       | 36   | Boston, Estados Unidos      | RuPaul's Drag Race All Stars S1 | 3ra               | 3.ª/4.ª   |
| Jujubee       | 36   | Boston, Estados Unidos      | RuPaul's Drag Race All Stars S5 | 3ra               | 3.ª/4.ª   |
| Janey Jacké   | 28   | Volendam, Holanda           | Drag Race Holland S1            | Finalista         | 5ta       |
| Pangina Heals | 32   | Bangkok, Tailandia          | Drag Race Thailand 1 & 2        | Co-Host           | 6.ª       |
| Jimbo         | 25   | Victoria, Canadá            | Canada Drag Race S1             | 4.ª               | 7.ª       |
| Cheryl Hole   | 27   | Essex, Inglaterra           | RuPaul's Drag Race UK S1        | 4ta               | 8va       |
| Lemon         | 25   | Nueva York, Estados Unidos  | Canada Drag Race S1             | 5ta               | 9na       |

### Tabla de eliminaciones
| Concursante | 1    | 2    | 3    | 4    | 5    | Final      |
| ----------- | ---- | ---- | ---- | ---- | ---- | ---------- |
| Blu         | HIGH | SAFE | SAFE | WIN  | BTM  | WINNER     |
| Mo          | SAFE | HIGH | LOW  | BTM  | WIN  | Finalist   |
| Baga        | HIGH | SAFE | SAFE | WIN  | BTM  | Eliminated |
| Jujubee     | SAFE | BTM  | BTM  | BTM  | WIN  | Eliminated |
| Janey       | BTM  | WIN  | WIN  | BTM  | ELIM |            |
| Pangina     | WIN  | HIGH | WIN  | ELIM |      |            |
| Jimbo       | WIN  | WIN  | ELIM |      |      |            |
| Cheryl      | SAFE | ELIM |      |      |      |            |
| Lemon       | ELIM |      |      |      |      |            |

     La participante ganó "RuPaul's Drag Race UK vs. The World".
     La participante fue la finalista.
     El participante fue eliminado sin hacer Lip-sync.
     La participante ganó el desafío y ganó el "Lip-Sync por el mundo".
     La participante ganó el desafío pero perdió el "Lip-Sync por el mundo".
     La participante recibió críticas positivas de los jueces, pero finalmente fue declarada a salvo.
     La participante recibió críticas negativas de los jueces, pero finalmente fue declarada a salvo.
     La participante fue declarada a salvo.
     Esta participante estaba en las peores y fue elegible para su eliminación.
     La participante fue eliminada.
     La participante regresó como invitada para el episodio final.

### Lip-syncs
| Episodio | Concursante               | Concursante | Concursante             | Canción                                 | Ganadora      | Nominada para la eliminación         | Eliminada     |
| -------- | ------------------------- | ----------- | ----------------------- | --------------------------------------- | ------------- | ------------------------------------ | ------------- |
| 1        | Jimbo (Janey Jacké)       | vs.         | Pangina Heals (Lemon)   | "Say You'll Be There" (Spice Girls)     | Pangina Heals | Janey Jacké Lemon                    | Lemon         |
| 2        | Janey Jacké (Cheryl Hole) | vs.         | Jimbo (Jujubee)         | "Supermodel (El Lay Toya Jam)" (RuPaul) | Janey Jacké   | Cheryl Hole Jujubee                  | Cheryl Hole   |
| 3        | Janey Jacké (Jujubee)     | vs.         | Pangina Heals (Jimbo)   | "We Like to Party!" (Vengaboys)         | Pangina Heals | jimbo Jujubee                        | jimbo         |
| 4        | Baga chipz (Pangina)      | vs.         | Blu Hydrangea (Pangina) | "Let It Go" (Alexandra Burke)           | Blu hydrangea | Pangina Jujubee Janey Jacké Mo Heart | Pangina Heals |
| 5        | Jujubee (Janey Jacké)     | vs.         | Mo Heart (Janey Jacké)  | "Toy" (Netta Barzilai)                  | Jujubee       | Baga Chipz Janey Jacké               | Janey Jacké   |
| 6        | Baga Chipz                | vs.         | Mo Heart                | "Domino" (Jessie J)                     | Mo Heart      | -                                    | Baga Chipz    |
| 6        | Blu Hydrangea             | vs.         | Jujubee                 | "The Reflex" (Duran Duran)              | Blu Hydrangea | -                                    | Jujubee       |
| 6        | Blu Hydrangea             | vs.         | Mo Heart                | "Supernova" (Kylie Minogue)             | Blu Hydrangea | -                                    | Mo Heart      |

     La concursante fue eliminada después de su primera vez en las peores.
     La concursante fue eliminada después de su tercer lipsync.
     La concursante fue eliminada en la primera ronda del lipsync for the crown.
     La concursante fue eliminada en la segunda ronda del lipsync for the crown.

### Jueces invitados
- Melanie C, cantante
- Michelle Keegan, actriz
- Katie Price, personalidad de la televisión
- Johannes Radebe, bailarín
- Clara Amfo, locutora de radio
- Daisy May Cooper, actriz
- Jonathan Bailey, actor
- Jade Thirlwall, cantante

## UK vs the World Temporada 2

### Concursantes
| Concursante                | Edad | Ciudad natal               | Temporada original | Posición original | Posición    |
| -------------------------- | ---- | -------------------------- | ------------------ | ----------------- | ----------- |
| Tia Kofi                   | 32   | Clapham, Inglaterra        | UK 2               | 7ª                | Ganadora    |
| Hannah Conda               | 31   | Sydney, Australia          | Down Under 2       | Finalista         | Finalista   |
| La Grande Dame             | 24   | Marsella, Francia          | Francia 1          | Finalista         | 3°/4° lugar |
| Marina Summers             | 26   | Manila, Filipinas          | Filipinas 1        | Finalista         | 3°/4° lugar |
| Scarlet Envy               | 30   | Nueva York, Estados Unidos | RPDR 11            | 10.ª              | 5° lugar    |
| Scarlet Envy               | 30   | Nueva York, Estados Unidos | All Stars 6        | 9.ª               | 5° lugar    |
| Choriza May                | 31   | Newcastle, Inglaterra      | UK 3               | 6.ª/7.ª           | 6° lugar    |
| Gothy Kendoll              | 25   | Leicester, Inglaterra      | UK 1               | 10.ª              | 7° lugar    |
| Keta Minaj                 | 43   | Amsterdam, Países Bajos    | Holanda 2          | 4.ª               | 8° lugar    |
| Jonbers Blonde             | 33   | Belfast, Reino Unido       | UK 4               | 3.ª/4.ª           | 9° lugar    |
| Arantxa Castilla-La Mancha | 25   | Badajoz, España            | España 1           | 7ª                | 10° lugar   |
| Mayhem Miller              | 41   | Nueva York, Estados Unidos | RPDR 10            | 10.ª              | 11° lugar   |
| Mayhem Miller              | 41   | Nueva York, Estados Unidos | All Stars 5        | 7.ª               | 11° lugar   |

### Tabla de Eliminaciones
| Concursantes        | Episodio | Episodio | Episodio | Episodio | Episodio | Episodio | Episodio | Episodio |
| Concursantes        | 1        | 2        | 3        | 4        | 5        | 6        | 7        | 8        |
| ------------------- | -------- | -------- | -------- | -------- | -------- | -------- | -------- | -------- |
| Tia Kofi            | SAFE     | SAFE     | WIN      | WIN      | WIN      | SAFE     | WIN      | Winner   |
| Hannah Conda        | SAFE     | LOW      | SAFE     | WIN      | HIGH     | WIN      | WIN      | Finalist |
| La Grande Dame      | WIN      | WIN      | LOW      | LOW      | HIGH     | SAFE     | BTM3     | ELIM     |
| Marina Summers      | WIN      | HIGH     | SAFE     | SAFE     | WIN      | WIN      | BTM3     | ELIM     |
| Scarlet Envy        | LOW      | SAFE     | WIN      | HIGH     | HIGH     | BTM2     | ELIM     | Guest    |
| Choriza May         | HIGH     | BTM2     | SAFE     | SAFE     | BTM2     | ELIM     |          | Guest    |
| Gothy Kendoll       | BTM2     | SAFE     | HIGH     | BTM2     | ELIM     |          |          | Guest    |
| Keta Minaj          | SAFE     | WIN      | BTM2     | ELIM     |          |          |          | Guest    |
| Jonbers Blonde      | SAFE     | SAFE     | ELIM     |          |          |          |          | Guest    |
| Arantxa Castilla-LM | HIGH     | ELIM     |          |          |          |          |          | MISS.C.  |
| Mayhem Miller       | ELIM     |          |          |          |          |          |          | Guest    |

### Lip syncs
| Episodio | Concursantes            | Concursantes | Concursantes             | Canción                        | Ganadora(s)    | Nominadas Para Eliminación             | Eliminada           |
| -------- | ----------------------- | ------------ | ------------------------ | ------------------------------ | -------------- | -------------------------------------- | ------------------- |
| 1        | Marina Summers (Mayhem) | vs.          | La Grande Dame (Mayhem)  | «Dreamer» (Livin' Joy)         | Marina Summers | Gothy Kendoll Mayhem Miller            | Mayhem Miller       |
| 2        | Keta Minaj (Choriza)    | vs.          | La Grande Dame (Arantxa) | «Everytime We Touch» (Cascada) | La Grande Dame | Arantxa Castilla-La Mancha Choriza May | Arantxa Castilla-LM |